# Elysius systron
Elysius systron är en fjärilsart som beskrevs av William Schaus 1904. Elysius systron ingår i släktet Elysius och familjen björnspinnare. Inga underarter finns listade i Catalogue of Life.